# لن فیلیپس
لن فیلیپس (به انگلیسی: Len Phillips) بازیکن فوتبال زادهٔ ۱۱ سپتامبر ۱۹۲۲ اهل کشور انگلستان که سابقهٔ بازی در تیم ملی فوتبال انگلستان را در کارنامهٔ خود دارد. وی در تاریخ ۱۴ نوامبر ۱۹۵۱ نخستین بازی ملی خود را در مقابل تیم ملی فوتبال ایرلند شمالی انجام داد و با حضور در ۳ بازی ملی، در تاریخ ۱ دسامبر ۱۹۵۴ واپسین بازی ملی‌اش را در برابر تیم ملی فوتبال آلمان غربی برگزار کرد.